# Giulio Bresci
Giulio Bresci (Prato, 29 de noviembre de 1921 - Prato, 8 de agosto de 1998) fue un ciclista italiano, que fue profesional entre 1942 y 1955. Sus mejores resultados como profesional los consiguió al Giro de Italia, donde ganó una etapa en la edición de 1947 y quedó 5 veces entre los 10 primeros clasificados.

## Palmarés
- 1946
  - 1.º en la Burdeos-Grenoble y vencedor de 2 etapas
- 1947
  - Vencedor de una etapa del Giro de Italia
  - Vencedor de una etapa de la Vuelta a Suiza
- 1948
  - 1.º en el Gran Premio de la Industria y el Comercio de Prato
  - Vencedor de una etapa del Tour de Romandía
  - Vencedor de una etapa de la Vuelta a Suiza
- 1953
  - Vencedor de una etapa del Gran Premio Mediterráneo

### Resultados al Giro de Italia
- 1946. 6.º de la clasificación general
- 1947. 3.º de la clasificación general. Vencedor de una etapa
- 1948. 7.º de la clasificación general
- 1949. 7.º de la clasificación general
- 1950. 9.º de la clasificación general
- 1951. 13.º de la clasificación general
- 1952. 37.º de la clasificación general
- 1953. 34.º de la clasificación general
- 1954. Abandona

### Resultados al Tour de Francia
- 1950. Abandona (12.ª etapa)
- 1952. 62.º de la clasificación general